# Волшебник Оз
Волшебник страны Оз (англ. Wizard of Oz), также Оз, Великий и Ужасный (англ. Oz, the Great and Terrible), настоящее имя Оскар Зороастр Фадриг Исаак Норман Хенкель Эммануэль Амбройз Диггс (англ. Oscar Zoroaster Phadrig Isaac Norman Henkle Emmannuel Ambroise Diggs; в русских переводах используются и другие наборы имён) — персонаж цикла книг американского писателя Л. Фрэнка Баума о волшебной стране Оз. Послужил прототипом Гудвина в цикле книг А. М. Волкова о Волшебной стране. Популяризирован в ряде экранизаций.

## Описание
Чародей является титульным персонажем первой книги цикла Баума, «Мудрец из страны Оз» и правителем страны Оз, где происходит основная часть действия. Он высоко почитаем своими подданными, включая волшебниц Локасту и Глинду, которые говорят о нём принесённой в страну ураганом Дороти Гейл, как о единственном волшебнике, который может помочь ей вернуться домой. Дороти и обретённые ею по дороге в Изумрудный город новые друзья добиваются аудиенции с правителем, но только поодиночке. Для каждого из них Волшебник предстаёт в различной форме: как гигантская голова, красивая женщина, огненный шар или ужасный монстр. Выполнив поставленное им условие — уничтожить Злую Ведьму Запада — друзья являются за обещанной помощью. Не готовый предстать перед целой группой, Волшебник общается с ними как бесплотный голос, а потом обнаруживается как обычный человек, изображавший разные образы с помощью технического реквизита.
В конце концов, выясняется, что на самом деле Оз не волшебник, а цирковой артист из Омахи в штате Небраска, чревовещатель, фокусник и обладатель воздушного шара с написанными на оболочке его первыми инициалами, также случайно занесённый в страну Оз и сумевший показать себя наивным местным жителям «великим и могучим». Тогда в стране Оз не было единого правителя, и впечатлённое одновременно фокусами и совпадением имени местное население сделало его верховным правителем, после чего тот делал всё возможное, чтобы сохранять реноме великого волшебника.

## Волшебник Оз в других произведениях Баума
В одной из последующих книг Баума — «Дороти и Волшебник в стране Оз» — раскрывается, что супердлинным именем Оскар Зороастр Фадриг Исаак Норман Хенкл Эммануэль Амбройз Диггс (англ. Oscar Zoroaster Phadrig Isaac Norman Henkle Emmannuel Ambroise Diggs) будущего «волшебника» наградил собственный отец, большой поклонник дипломатии, хотевший этим уважить ряд известных ему стран. Причём даже «Диггс» было не фамилией, а последним именем, на котором фантазия родителя истощилась. Замученный запоминанием и выговариванием своего полного имени мальчик сначала сократил его до инициалов, а позже до первых двух букв OZ, так как последующие инициалы, случайно или намеренно[уточнить], образовывали слово «PINHEAD» (буквально «булавочная головка», в переносном смысле «дурак, тупица»).
В некоторых русских переводах эта игра слов передана путём изменения набора имён, например, на Оскар Зороастр Теодор Ульрих Питер Исаак Циммерман Амбройз (О.З.Т.У.П.И.Ц.А. — в переводе Виктора Гобарева) или Оскар Зороастр Балтазар Оливер Лоренс Вольфганг Амброзиус Ньютон Диггс (О.З.Б.О.Л.В.А.Н.Д. — в переводе Татьяны Венедиктовой).
В той же книге устами законной наследницы престола страны Оз, принцессы Озмы, раскрывается, что первые инициалы фокусника случайно совпали с традиционным династическим именем правителей страны, означающим «великий и добрый».
Волшебник Оз фигурирует и в других сказках Баума, где сообщаются некоторые подробности его правления и рассказывается о его дальнейшей судьбе. В частности, он становится впоследствии настоящим волшебником.

## Волшебник Оз в фильме «Оз: Великий и Ужасный»
В фильме «Оз: Великий и Ужасный» 2013 года Волшебника Оза играет актёр Джеймс Франко, а в дубляже студии «Невафильм» его озвучивает Олег Фёдоров.

## Волшебник Оз в основных экранизациях
- Волшебник страны Оз (1939)

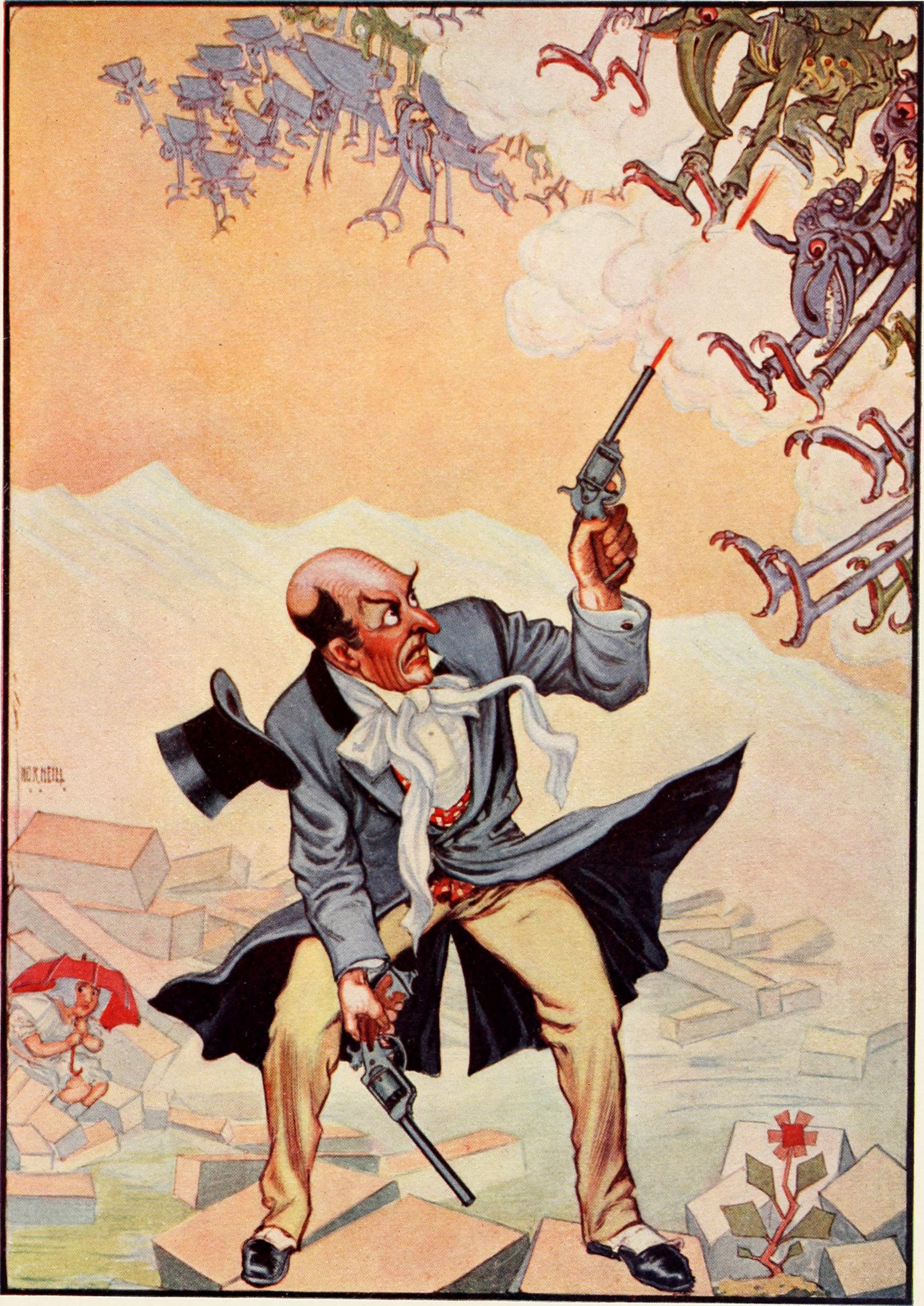
Волшебник Оз стреляет по горгульям

- Виз (The Wiz) — семейный приключенческий мюзикл (1978)
- Оз: Великий и Ужасный (2013)